# NGC 6351
NGC 6351 је галаксија у сазвежђу Херкул која се налази на NGC листи објеката дубоког неба.
Деклинација објекта је + 36° 3' 36" а ректасцензија 17h 19m 10,9s. Привидна величина (магнитуда) објекта NGC 6351 износи 15,2 а фотографска магнитуда 16,0. NGC 6351 је још познат и под ознакама MCG 6-38-17, PGC 60063.